# سوخو-۲

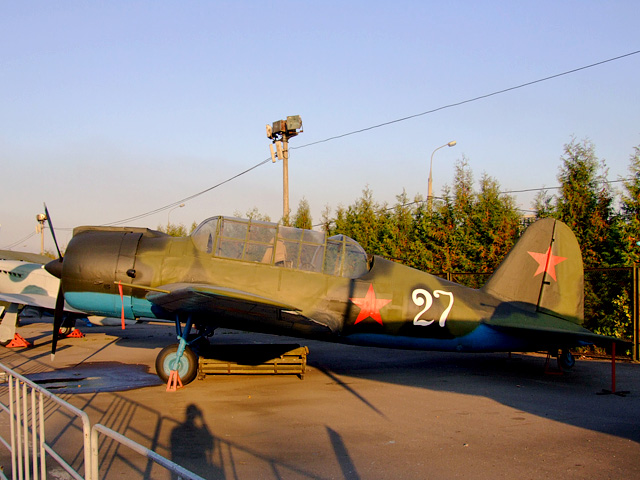
سوخو-۲

سوخو-۲ (به انگلیسی: Sukhoi Su-2) یک هواگرد ساختِ کارخانهٔ سوخو در کشور اتحاد جماهیر سوسیالیستی شوروی است. نخستین استفاده‌کنندهٔ این هواپیما نیروی هوایی شوروی بوده‌است. این هواگرد برای نخستین بار در ۲۵ اوت ۱۹۳۷ میلادی مورد استفاده قرار گرفت.